# H&N
H&N ist eine deutsche Musikgruppe, bestehend aus Holger Flesch (* 4. Oktober 1958) und Norbert Endlich (* 28. Mai 1958); sie singen und spielen überwiegend Pop und Schlager.

## Bandgeschichte
Der gebürtige Erfurter Holger Flesch und der aus Sonneberg stammende Norbert Endlich lernten sich während ihres Studiums an der Musikhochschule Weimar kennen. Schnell entstand eine enge Freundschaft und sie beschlossen 1978, gemeinsam eine Band zu gründen. Während Holger Flesch Gitarre spielte und die Rolle des Hauptsängers übernahm, unterstützte ihn Norbert Endlich gesanglich mit den zweiten Stimmen, spielte die Sologitarre und Klavier.
1981 trat das Duo beim Festival „Goldener Rathausmann“ zum ersten Mal als „H&N“ auf. Ihrer ersten Single Schulfrei folgten Stücke wie Baby aus Halle, Flic Flac in die Nacht und Zwei Handvoll Träume. H&N waren in Sendungen des DDR-Fernsehens wie Bong und im Ein Kessel Buntes zu Gast. Sie gaben bis zu 300 Konzerte pro Jahr und standen mit den Puhdys oder Frank Schöbel auf der Bühne. 1984 erhielten sie eine Goldmedaille beim Interpretenwettbewerb. Als Keyboarder agierte Axel Schulze. Mitte der 1980er Jahre liierten sie sich mit dem tschechoslowakischen Duo Hana & Dana, auch bekannt als Kamelie. Beide Duos arbeiteten mit dem Texter Dieter Schneider zusammen. H&N komponierte Hana & Danas Titel Haltlos, Bleib heut Nacht bei mir, Liebe nur total.
Obwohl H&N über ein Dauervisum verfügten, das den Künstlern erlaubte, in Westdeutschland aufzutreten, wurden sie immer häufiger daran gehindert, dort Veranstaltungen wahrzunehmen. Am 27. März 1987 kehrten sie nach einer beruflichen Reise nicht mehr in die DDR zurück. Im heute-Journal des ZDF teilten sie dies mit. Ärger mit dem DDR-Kulturministerium und ein angedrohtes Berufsverbot seien der Grund für den Weggang, sagten sie in der Sendung. Sie versuchten, erst als H&N, dann als Boys Next Door ihre Karriere fortzusetzen. Sie komponierten unter anderem für Roy Black Kein Morgen danach.
1988 trennte sich das Duo. Holger Flesch wirkte fortan an zahlreichen Projekten außerhalb der Musikbranche mit.
Nach 25 Jahren Pause trafen sich die beiden Musiker per Zufall wieder und beschlossen, wieder gemeinsam Musik zu machen. Das Album Früher oder später wurde am 10. Mai 2013 von Teldec veröffentlicht.

## Diskografie

### H&N

#### Alben
- 2013: Früher oder später (Teldec)

#### Singles
- 1984: Gegen Einsamkeit / He Madonna (Amiga)
- 1986: Wollte frei sein / Zwei Handvoll Träume (Amiga)
- 1987: Flic Flac in die Nacht / Louisa (Pool, Teldec)

#### Stücke auf Kompilationen
- 1981: Hochzeit unterm Zelt, auf Internationales Schlagerfestival Dresden ’81 (Amiga)
- 1983: Ina, auf Insel der Liebe (Amiga)
- 1984: Baby aus Halle, auf Schlagererfolge – Ich bleibe bei dir (Amiga)
- 1984: I'll Find My Way Home, auf Pop International Felicita (Amiga)
- 1985: Wie ein Schrei, auf Jürgen Karney präsentiert Schlager aus „Bong“ (Amiga)
- 1986: Stählerne Nacht, auf Feuerwerk Pop Aktuell ’85 (Amiga)
- 1986: Zwei Handvoll Träume, auf Jürgen's Bon(g)bons ’86 (Amiga)
- 2007: Flic Flac in die Nacht, auf Disco Fox Classics Vol. 2 (Happy Vibes)
- 2011: Wie ein Schrei, auf DDR-Schlager der 80er (Weltbild Edition)

### Boys Next Door

#### Singles
- 1987: Lady of the Night (Pool, Teldec)
- 1987: I Will Follow You (Metronome)
- 1988: Stop Watch Killer (Metronome)